# (293366) Roux
(293366) Roux est un astéroïde de la ceinture principale.

## Description
(293366) Roux est un astéroïde de la ceinture principale. Il fut découvert le 9 mars 2007 à l'observatoire de Saint-Sulpice par Bernard Christophe. Il présente une orbite caractérisée par un demi-grand axe de 2,84 UA, une excentricité de 0,01 et une inclinaison de 6,8° par rapport à l'écliptique.
Il est nommé d'après Émile Roux.